# Iván Déniz
Iván Eduardo Déniz O'Donnell (Santa Cruz de Tenerife, España, 21 de mayo de 1973) conocido como Iván Déniz es un entrenador de baloncesto español.

## Trayectoria
Este tinerfeño se crio deportivamente a la sombra de Jose Carlos Hernández Rizo y Paco García en el banquillo del Tenerife Club de Baloncesto y fue precisamente tras el despido de García en la temporada 2003/04 cuando tuvo su primera gran oportunidad al hacerse cargo del banco dirigiendo los últimos encuentros en ACB (desde el 4 de marzo), en una buena temporada donde el equipo quedó empatado con la última plaza de play off y quedándose fuera tras caer en la última jornada.
Su siguiente oportunidad como primer entrenador llegaría de la mano del CB Murcia en la liga LEB, siendo el CB Plasencia de LEB-2 su siguiente destino (sustituyó a Dani Garcia en el banquillo placentino en el último tramo de la temporada anterior en LEB-1 no logrando la permanencia pero continuando la temporada siguiente); pero en junio de 2007, Déniz sorprendía con un atípico fichaje por los Soles, un equipo de México que lo contrató por una temporada con opción a otra adicional.
En su primer año, Déniz logró adaptarse rápidamente y lograr el Subcampeonato de las Américas, renovando así su vinculación por un año más. Ya en la recién finalizada segunda campaña, el entrenador ha repetido gesta tras quedar por tercer año consecutivo campeón de la Conferencia Norte.
En la temporada 2009/10 volvería a España para entrenar al Tenerife Club de Baloncesto en la liga LEB, al término de la temporada firmó un contrato de 2 meses con el Trotamundos de Carabobo de Venezuela.
En 2010 llegó al Trotamundos de Carabobo venezolano, logrando ser nombrado técnico del año en la LPB, principal liga de baloncesto de aquel país. Sin embargo, en la siguiente temporada recién empezada no le fueron tan bien al técnico español y tras sumar únicamente tres victorias en los ocho partidos de temporada regular disputados fue destituido.
En 2011 el entrenador regresa a México para dirigir en la Ciudad de Mexicali, donde ya estuvo en anteriores temporadas con el equipo de Soles, regresando de esta manera a un equipo que lo conoce muy bien y donde dejó su huella hace poco tiempo atrás.
En el año 2011 es seleccionado como entrenador del año en la Liga Profesional de Baloncesto de Venezuela dirigiendo a los Trotamundos de Carabobo
A finales de 2012, el Atléticos de San Germán de Puerto Rico confirma que el entrenador será su director técnico a partir de marzo de 2013.
En 2014 consigue el campeonato en la Liga Profesional de Baloncesto de Venezuela con Marinos de Anzoátegui
En 2014 también consigue el Campeonato en Liga Profesional de Baloncesto de México con Soles de Mexicali, siendo nombrado Entrenador del Año.
En 2015-16 consigue con Soles de Mexicali un récord en la franquicia de 37 juegos ganados y 4 perdidos en fase regular de la liga y vuelve a disputar la Final del Campeonato, perdiendo en el 7 juego, con una decisión historia de la Liga de quitarle el  segundo juego que previo habían ganado y que creó un antecedente que provocó el cese del Presidente de la Liga.
En la misma temporada vuelve a disputar el juego de Estrellas de la Liga, entrenando al equipo de jugadores Nacionales.
Actualmente llegó a un acuerdo contractual para dirigir al equipo venezolano Guaros de Lara en la temporada 2016 de la Liga Profesional de Baloncesto (L.P.B)    y su primer reto como entrenador de este Club es nada menos que la final de la  Copa  Intercontinental FIBA pautada para el 18 de septiembre de 2016,en la cual se enfrenta al Fraport Skyliners de Frankfurt,final programada para un solo juego y quien resulte ganador obtiene el Campeonato de dicha competencia internacional.
En 2016, queda campeón de la Copa Intercontinental FIBA, en Fráncfort (Alemania) venciendo al Skyliners equipo alemán.
En 2017 regresa a SOLES de Mexicali, donde en abril de 2018, consigue el Campeonato de la LNBP y es considerado Entrenador del Año.
En 2018 es nombrado Seleccionador Masculino de México y se encarga de la Clasificación para el Mundial de China.

## Clubs
- 2003-2004 Tenerife Club de Baloncesto  España
- 2004-2005 CB Murcia  España
- 2005-2006 CB Plasencia  España
- 2007-2009 Soles de Mexicali  México
- 2009-2010 Tenerife Club de Baloncesto  España
- 2010-2011 Halcones UV Xalapa  México
- 2010-2011 Trotamundos de Carabobo  Venezuela
- 2011-2013 Soles de Mexicali  México
- 2013-2014 Atléticos de San Germán  Puerto Rico
- 2014 Marinos de Anzoátegui  Venezuela
- 2014-2016 Soles de Mexicali  México
- 2016 Guaros de Lara  Venezuela
- 2017 Bucaneros de La Guaira  Venezuela
- 2018 Soles de Mexicali  México
- 2018 Selección de baloncesto de México  México
- 2019-2022 Soles de Mexicali  México
- 2022 Rayos de Hermosillo  México
- 2023 Libertadores de Querétaro  México

## Palmarés
- 2002-03: Campeones de la Copa del Príncipe y Subcampeones de la LEB con Tenerife Club de Baloncesto
- 2014:  Campeón de la Liga Profesional de Baloncesto de Venezuela con Marinos de Anzoátegui
- 2014-15: Campeón en la LNBP con Soles de Mexicali
- 2016: Campeón  de la Copa Intercontinental FIBA con Guaros de Lara Venezuela.
- 2018: Campeón de la LNBP con Soles de Mexicali
- 2020: Campeón de la LNBP con Soles de Mexicali
- Entrenador del año en Venezuela con Trotamundos Temporada 2010-2011
- Entrenador del año en México con Soles de Mexicali Temporadas, 2015, 2018, 2020